# Rebecca Sattin
Rebecca Sattin est une rameuse australienne née le 29 octobre 1980 à Honiara (Salomon). 

## Biographie
Rebecca Sattin a remporté la médaille de bronze en quatre de couple avec ses coéquipières Amber Bradley, Dana Faletic et Kerry Hore aux Jeux olympiques d'été de 2004 à Athènes. 